# 馬里恩冰原島峰
69°45′S 75°15′W / 69.750°S 75.250°W

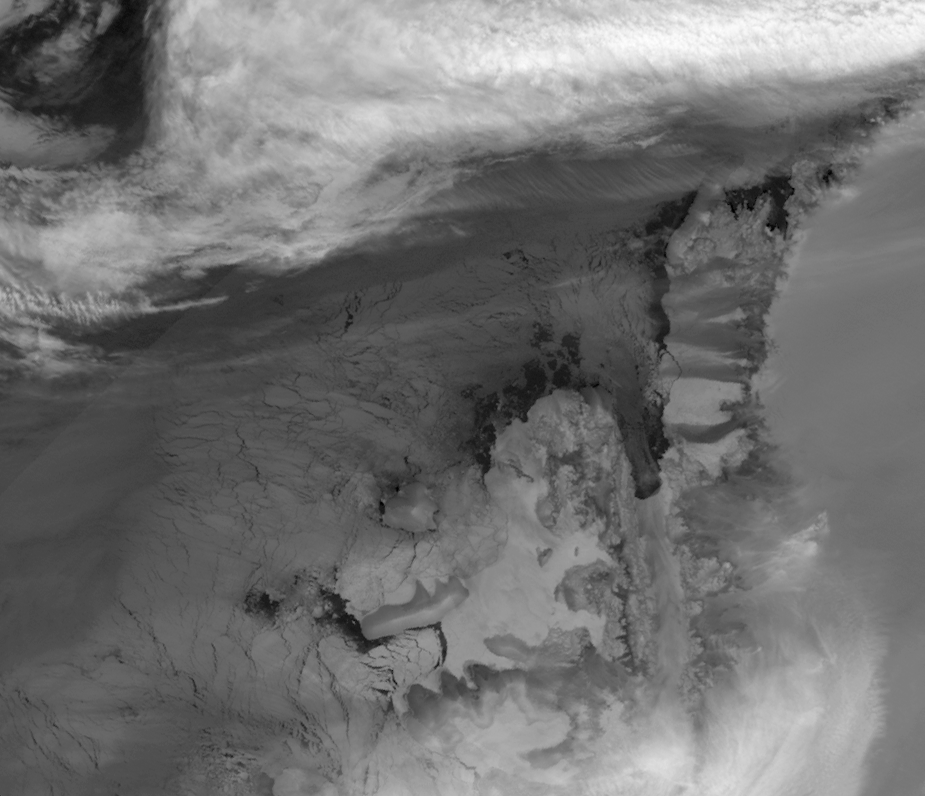

馬里恩冰原島峰（Marion Nunataks），是南極洲的冰原島峰，位於帕爾默地，海拔高度600米，在1910年1月11日由讓-巴蒂斯特·夏古率領的法國探險隊發現和繪入地圖，現時由南極條約體系管理。